# Jules Ferry
Jules François Camille Ferry (født 5. april 1832, død 17. marts 1893) var en fransk politiker og blev i 1869 valgt som borgmester i Paris.
Han var undervisningsminister i flere perioder, afskaffede i 1882 religionsundervisningen i de offentlige skoler og fratog statsstøtten til de private skoler, der fortsat underviste i religion. Han gik således ind for adskillelsen af kirke og stat.
Ferry anses som en af det nye Frankrigs grundlæggere og som hovedmanden bag Frankrigs kolonipolitik i Afrika efter 1870. Hans hovedmål var at genopbygge landets stormagtsstilling.